# Liste der Fornminnen in Nättraby

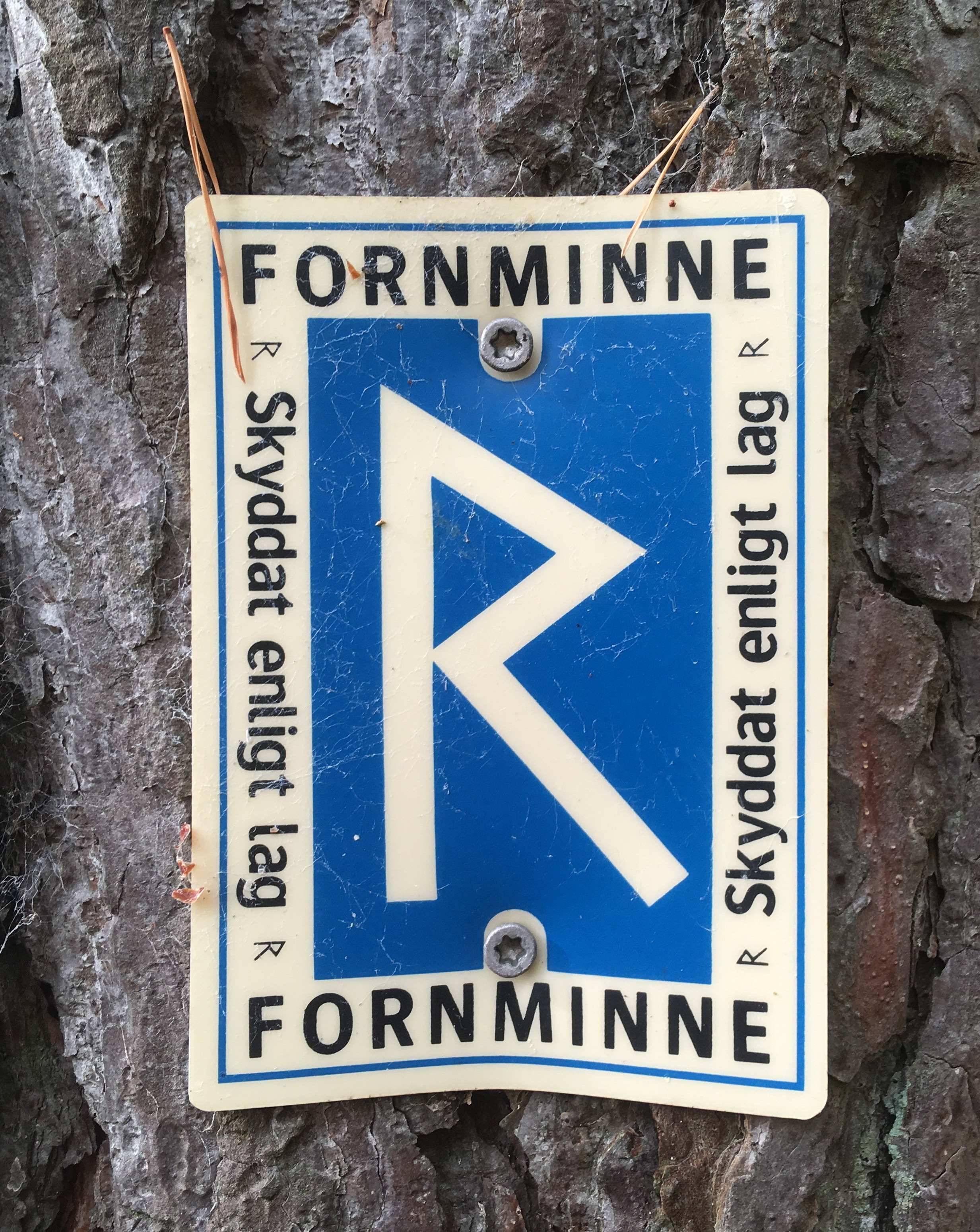
Zeichen für „Fornminnen“ in Schweden

Diese Liste der Fornminnen in Nättraby zeigt die „Alten/antiken Denkmale“ (schwedisch fornminnen) im ehemaligen Socken Nättraby (ohne Insel Aspö – siehe) in der heutigen Gemeinde Karlskrona der südschwedischen Provinz Blekinge län, sie ist eine Teilliste der „Liste der Fornminnen in Blekinge“. Die Aufteilung basiert auf der historischen Zuordnung der Gebiete in Socken (siehe auch) und der Einteilung des Zentralamts für Denkmalpflege Riksantikvarieämbetet (RAÄ). Es werden die Fornminnen aufgeführt, die auf dem Suchdienst „Fornsök“ registriert sind, welcher weitere Informationen zu den bekannten kulturhistorischen Überresten in Schweden enthält.

## Begriffserklärung
Fornminnen (schwedisch für alte/antike Denkmale oder archäologische Funde) sind in Schweden alte Objekte und archäologische Funde (Fornlämningar), welche die Überreste menschlicher Aktivitäten in der Vergangenheit bezeichnen, die durch frühere Nutzung entstanden sind und dauerhaft aufgegeben wurden. Dabei gilt für Fornminnen, die vor 1850 entstanden sind, dass sie automatisch durch das Gesetz geschützt sind. Aber auch jüngere Überreste können zu Bodendenkmalen erklärt werden, wenn sie sich an ihrem ursprünglichen Standort befinden und weitgehend erdgebunden sind. Als Fornminnen zählen u. a. Siedlungen und Siedlungsreste aus prähistorischer Zeit, Gräber und Grabstätten, Burgruinen, Ruinen von Klöstern, Kirchen und Schlössern, Steine und Felsen mit Inschriften und Bildern (z. B. Runensteine und Petroglyphen), insofern sie nicht schon als Einzeldenkmal unter Byggnadsminnen (schwedisch für Baudenkmale) oder kyrkliga Kulturminnen (schwedisch für kirchliches Kulturgut) ausgewiesen sind.

## Legende
| ID           | = | ID.Nr. des Denkmalregisters (Fornsök) im schwedische Amt für nationales Kulturerbe (Riksantikvarieämbetet (RAÄ)) |
| Lage         | = | Koordinatenangabe des Standorts                                                                                  |
| Bezeichnung  | = | Bezeichnung des Denkmalobjekts (auch RAÄ-Nr.)                                                                    |
| Beschreibung | = | Name (Denkmaltyp/Dokumentenverweis im Arkivsök) sowie eine kurze Beschreibung des Objekts                        |
| Bild         | = | Bild des Objekts sowie Verweis auf weitere Bilder                                                                |

## Liste Fornminnen Nättraby
| ID             | Lage    | Bezeichnung (RAÄ-Nr.) | Beschreibung | Bild           |
| -------------- | ------- | --------------------- | --- | -------------- |
| 10100800010001 | (Karte) | Nättraby 1:1          | Nättraby 1:1 (Steinhügelgrab / L1979:3792) rundes (ca. 15 m Durchmesser, 1,2 m Höhe) Steinhügelgrab am südlichen Rand eines Hügels Måstad Kulle, etwa 1 km östlich der Ortschaft Alstugorna, 100 m westlich vom Steinhügelgrab Nättraby 2:1 (L1979:3271) und 100 m südlich vom Steinhügelgrab Nättraby 3:1 (L1979:3273) | Weitere Bilder |
| 10100800020001 | (Karte) | Nättraby 2:1          | Nättraby 2:1 (Steinhügelgrab / L1979:3271) rundes (ca. 9 m Durchmesser, 0,8 m Höhe) Steinhügelgrab am südlichen Rand eines Hügels Måstad Kulle, etwa 1 km östlich der Ortschaft Alstugorna, 100 m östlich vom Steinhügelgrab Nättraby 1:1 (L1979:3792) und 100 m südlich vom Steinhügelgrab Nättraby 3:1 (L1979:3273) | Weitere Bilder |
| 10100800030001 | (Karte) | Nättraby 3:1          | Nättraby 3:1 (Steinhügelgrab / L1979:3273) rundes (ca. 23 m Durchmesser, 3 m Höhe) Steinhügelgrab am südlichen Rand eines Hügels Måstad Kulle, etwa 1 km östlich der Ortschaft Alstugorna, 100 m nördlich von den Steinhügelgräbern Nättraby 1:1 (L1979:3792) und Nättraby 2:1 (L1979:3271) und neben der Steinsetzung Nättraby 3:2 (L1979:3272) | Weitere Bilder |
| 10100800030002 | (Karte) | Nättraby 3:2          | Nättraby 3:2 (Steinsetzung / L1979:3272) runde (etwa 10 m Durchmesser, 0,5 m Höhe) Steinsetzung am südlichen Rand eines Hügels Måstad Kulle, etwa 1 km östlich der Ortschaft Alstugorna; bestehend aus bis zu 1,2 m hohen Steinen und Resten einer Grenzketten aus Steinen im Osten, neben dem Steinhügelgrab Nättraby 3:1 (L1979:3273) | Weitere Bilder |
| 10100800040001 | (Karte) | Nättraby 4:1          | Nättraby 4:1 (Steinhügelgrab / L1979:3712) bitte Beschreibung ergänzen | Weitere Bilder |
| 10100800050001 | (Karte) | Nättraby 5:1          | Nättraby 5:1 (Steinsetzung / L1979:3924) bitte Beschreibung ergänzen | Weitere Bilder |
| 10100800060001 | (Karte) | Nättraby 6:1          | Nättraby 6:1 (Steinhügelgrab / L1979:3396) bitte Beschreibung ergänzen | Weitere Bilder |
| 10100800070001 | (Karte) | Nättraby 7:1          | Nättraby 7:1 (Steinsetzung / L1979:3397) bitte Beschreibung ergänzen | Weitere Bilder |
| 10100800080001 | (Karte) | Nättraby 8:1          | Nättraby 8:1 (Steinsetzung / L1979:3398) bitte Beschreibung ergänzen | Weitere Bilder |
| 10100800090001 | (Karte) | Nättraby 9:1          | Nättraby 9:1 (Steinhügelgrab / L1979:3847) bitte Beschreibung ergänzen | Weitere Bilder |
| 10100800100001 | (Karte) | Nättraby 10:1         | Nättraby 10:1 (Steinhügelgrab / L1979:3081) großes (etwa 22 m Durchmesser) rundes Steinhügelgrab mit fast 2 m Höhe, mittig mit L-förmiger Grube (4 x 4 m) und im Nordosten ca. 3 m Grube, befindet sich ca. 2 km östlich von Nättraby und ca. 50 m östlich von Steinsetzung Nättraby 209 (L1978:8426) | Weitere Bilder |
| 10100800110001 | (Karte) | Nättraby 11:1         | Nättraby 11:1 (Steinsetzung / L1979:3521) bitte Beschreibung ergänzen | Weitere Bilder |
| 10100800120001 | (Karte) | Nättraby 12:1         | Nättraby 12:1 (Steinsetzung / L1979:3522) bitte Beschreibung ergänzen | Weitere Bilder |
| 10100800130001 | (Karte) | Nättraby 13:1         | Nättraby 13:1 (Steinhügelgrab / L1979:3523) bitte Beschreibung ergänzen | Weitere Bilder |
| 10100800140001 | (Karte) | Nättraby 14:1         | Nättraby 14:1 (Steinsetzung / L1979:3946) bitte Beschreibung ergänzen | Weitere Bilder |
| 10100800180001 | (Karte) | Nättraby 18:1         | Nättraby 18:1 (Steinhügelgrab / L1979:3801) bitte Beschreibung ergänzen | Weitere Bilder |
| 10100800180002 | (Karte) | Nättraby 18:2         | Nättraby 18:2 (Petroglyphe / L1979:3666) bitte Beschreibung ergänzen | Weitere Bilder |
| 10100800180003 | (Karte) | Nättraby 18:3         | Nättraby 18:3 (Steinsetzung / L1979:3338) bitte Beschreibung ergänzen | Weitere Bilder |
| 10100800190001 | (Karte) | Nättraby 19:1         | Nättraby 19:1 (Steinsetzung / L1979:3802) bitte Beschreibung ergänzen | Weitere Bilder |
| 10100800200001 | (Karte) | Nättraby 20:1         | Nättraby 20:1 (Steinsetzung / L1979:3803) bitte Beschreibung ergänzen | Weitere Bilder |
| 10100800200002 | (Karte) | Nättraby 20:2         | Nättraby 20:2 (Steinsetzung / L1979:3459) bitte Beschreibung ergänzen | Weitere Bilder |
| 10100800200003 | (Karte) | Nättraby 20:3         | Nättraby 20:3 (Steinsetzung / L1979:3197) bitte Beschreibung ergänzen | Weitere Bilder |
| 10100800210001 | (Karte) | Nättraby 21:1         | Nättraby 21:1 (Steinhügelgrab / L1979:3929) bitte Beschreibung ergänzen | Weitere Bilder |
| 10100800220001 | (Karte) | Nättraby 22:1         | Nättraby 22:1 (Steinhügelgrab / L1979:3930) bitte Beschreibung ergänzen | Weitere Bilder |
| 10100800230001 | (Karte) | Nättraby 23:1         | Nättraby 23:1 (Steinhügelgrab / L1979:3931) bitte Beschreibung ergänzen | Weitere Bilder |
| 10100800240001 | (Karte) | Nättraby 24:1         | Nättraby 24:1 (Steinhügelgrab / L1979:3322) bitte Beschreibung ergänzen | Weitere Bilder |
| 10100800240002 | (Karte) | Nättraby 24:2         | Nättraby 24:2 (Steinsetzung / L1979:3589) bitte Beschreibung ergänzen | Weitere Bilder |
| 10100800250001 | (Karte) | Nättraby 25:1         | Nättraby 25:1 (Grabhügel / L1979:3087) runder (etwa 13 m Durchmesser) Grabhügel mit etwa 1,5 m Höhe, zahlreiche sichtbare Steine an der Oberfläche und zwei größere Gruben im Norden und Westen, wahrscheinlich durch die Entnahme von Steinen; westlich des Bahndamms ca. 3 km westlich Nättraby und 200 m östlich der Ortschaft Tävetorp. | Weitere Bilder |
| 10100800260001 | (Karte) | Nättraby 26:1         | Nättraby 26:1 (Steinhügelgrab / L1979:3088) bitte Beschreibung ergänzen | Weitere Bilder |
| 10100800270001 | (Karte) | Nättraby 27:1         | Nättraby 27:1 (Steinhügelgrab / L1979:3089) bitte Beschreibung ergänzen | Weitere Bilder |
| 10100800280001 | (Karte) | Nättraby 28:1         | Nättraby 28:1 (Steinsetzung / L1979:3444) bitte Beschreibung ergänzen | Weitere Bilder |
| 10100800290001 | (Karte) | Nättraby 29:1         | Nättraby 29:1 (Steinhügelgrab / L1979:3728) bitte Beschreibung ergänzen | Weitere Bilder |
| 10100800300001 | (Karte) | Nättraby 30:1         | Nättraby 30:1 (Steinhügelgrab / L1979:3215) bitte Beschreibung ergänzen | Weitere Bilder |
| 10100800310001 | (Karte) | Nättraby 31:1         | Nättraby 31:1 (Steinsetzung / L1979:3216) bitte Beschreibung ergänzen | Weitere Bilder |
| 10100800320001 | (Karte) | Nättraby 32:1         | Nättraby 32:1 (Steinsetzung / L1979:3217) bitte Beschreibung ergänzen | Weitere Bilder |
| 10100800330001 | (Karte) | Nättraby 33:1         | Nättraby 33:1 (Gräberfeld / L1979:3570) etwa 330 x 55 m großes Gräberfeld, ca. 2 km westlich von Nättraby, nördlich der Ortschaft Bjärby; bestehend aus etwa 40 archäologischen Funden, darunter 3 größere Steinhügelgräber mit einem Durchmesser von 12, 14 und 22 m und ein 14 m hoher Steinhaufen mit rechteckigen Grundriss sowie mehreren Steinsetzungen mit sichtbaren Randketten, Bautasteinen und steinernen Wällen. Teile der Steinformationen sind stark beschädigt und sind tw. direkt mit Bäumen überwachsen (Bildnachweis), ein ca. 16 m große Steinsetzung in der Mitte des Feldes weist auf die Überreste eines Sarges in dessen Mittelpunkt hin. Auf dem Gebiet befindet sich am östlichen Rand die Petroglyphe Nättraby 135 (L1978:4412) sowie nördlich davon weitere Steinhügelgräber, sowie etwa 100 m südlich das Gräberfeld Nättraby 34:1 (L1979:3717) | Weitere Bilder |
| 10100800340001 | (Karte) | Nättraby 34:1         | Nättraby 34:1 (Gräberfeld / L1979:3717) bitte Beschreibung ergänzen | Weitere Bilder |
| 10100800350001 | (Karte) | Nättraby 35:1         | Nättraby 35:1 (Steinhügelgrab / L1979:3465) bitte Beschreibung ergänzen | Weitere Bilder |
| 10100800360001 | (Karte) | Nättraby 36:1         | Nättraby 36:1 (Steinhügelgrab / L1979:3852) bitte Beschreibung ergänzen | Weitere Bilder |
| 10100800360002 | (Karte) | Nättraby 36:2         | Nättraby 36:2 (Steinsetzung / L1979:3466) bitte Beschreibung ergänzen | Weitere Bilder |
| 10100800370001 | (Karte) | Nättraby 37:1         | Nättraby 37:1 (Steinhügelgrab / L1979:3154) bitte Beschreibung ergänzen | Weitere Bilder |
| 10100800380001 | (Karte) | Nättraby 38:1         | Nättraby 38:1 (Steinsetzung / L1979:3594) bitte Beschreibung ergänzen | Weitere Bilder |
| 10100800390001 | (Karte) | Nättraby 39:1         | Nättraby 39:1 (Steinhügelgrab / L1979:3595) bitte Beschreibung ergänzen | Weitere Bilder |
| 10100800400001 | (Karte) | Nättraby 40:1         | Nättraby 40:1 (Steinhügelgrab / L1979:3978) bitte Beschreibung ergänzen | Weitere Bilder |
| 10100800400002 | (Karte) | Nättraby 40:2         | Nättraby 40:2 (Steinhügelgrab / L1979:3596) bitte Beschreibung ergänzen | Weitere Bilder |
| 10100800410001 | (Karte) | Nättraby 41:1         | Nättraby 41:1 (Steinsetzung / L1979:3567) bitte Beschreibung ergänzen | Weitere Bilder |
| 10100800410002 | (Karte) | Nättraby 41:2         | Nättraby 41:2 (Steinsetzung / L1979:6322) bitte Beschreibung ergänzen | Weitere Bilder |
| 10100800410003 | (Karte) | Nättraby 41:3         | Nättraby 41:3 (Steinsetzung / L1979:3568) bitte Beschreibung ergänzen | Weitere Bilder |
| 10100800420001 | (Karte) | Nättraby 42:1         | Nättraby 42:1 (Steinhügelgrab / L1979:3569) bitte Beschreibung ergänzen | Weitere Bilder |
| 10100800430001 | (Karte) | Nättraby 43:1         | Nättraby 43:1 (Steinhügelgrab / L1979:3148) bitte Beschreibung ergänzen | Weitere Bilder |
| 10100800440001 | (Karte) | Nättraby 44:1         | Nättraby 44:1 (Steinsetzung / L1979:6431) bitte Beschreibung ergänzen | Weitere Bilder |
| 10100800450001 | (Karte) | Nättraby 45:1         | Nättraby 45:1 (Steinsetzung / L1979:3709) bitte Beschreibung ergänzen | Weitere Bilder |
| 10100800460001 | (Karte) | Nättraby 46:1         | Nättraby 46:1 (Steinsetzung / L1979:3710) bitte Beschreibung ergänzen | Weitere Bilder |
| 10100800470001 | (Karte) | Nättraby 47:1         | Nättraby 47:1 (Steinsetzung / L1979:3711) bitte Beschreibung ergänzen | Weitere Bilder |
| 10100800480001 | (Karte) | Nättraby 48:1         | Nättraby 48:1 (Grabstein / L1979:3269) bitte Beschreibung ergänzen | Weitere Bilder |
| 10100800490001 | (Karte) | Nättraby 49:1         | Nättraby 49:1 (Steinhügelgrab / L1979:6544) bitte Beschreibung ergänzen | Weitere Bilder |
| 10100800500001 | (Karte) | Nättraby 50:1         | Nättraby 50:1 (Steinhügelgrab / L1979:3844) bitte Beschreibung ergänzen | Weitere Bilder |
| 10100800500002 | (Karte) | Nättraby 50:2         | Nättraby 50:2 (Steinsetzung / L1979:3845) bitte Beschreibung ergänzen | Weitere Bilder |
| 10100800510001 | (Karte) | Nättraby 51:1         | Nättraby 51:1 (Steinsetzung / L1979:3846) bitte Beschreibung ergänzen | Weitere Bilder |
| 10100800520001 | (Karte) | Nättraby 52:1         | Nättraby 52:1 (Steinsetzung / L1979:3394) bitte Beschreibung ergänzen | Weitere Bilder |
| 10100800530001 | (Karte) | Nättraby 53:1         | Nättraby 53:1 (Grabstein / L1979:3495) bitte Beschreibung ergänzen | Weitere Bilder |
| 10100800540001 | (Karte) | Nättraby 54:1         | Nättraby 54:1 (Petroglyphe / L1979:3519) bitte Beschreibung ergänzen | Weitere Bilder |
| 10100800540002 | (Karte) | Nättraby 54:2         | Nättraby 54:2 (Petroglyphe / L1979:3972) Felsritzung auf einem Steinblock, bestehend aus 28 meist runden Schalengruben und 11 verbindenden Rinnen im Fossilienfeld Nättraby 230 (L1978:8087) ca. 3 km nordwestlich Nättraby nördlich des Hofgrundstücks „Buatorp“ - Nättraby 233 (L1978:8087) | Weitere Bilder |
| 10100800550001 | (Karte) | Nättraby 55:1         | Nättraby 55:1 (Steinsetzung / L1979:3065) bitte Beschreibung ergänzen | Weitere Bilder |
| 10100800560001 | (Karte) | Nättraby 56:1         | Nättraby 56:1 (Steinsetzung / L1979:3067) bitte Beschreibung ergänzen | Weitere Bilder |
| 10100800560002 | (Karte) | Nättraby 56:2         | Nättraby 56:2 (Steinsetzung / L1979:3066) bitte Beschreibung ergänzen | Weitere Bilder |
| 10100800570001 | (Karte) | Nättraby 57:1         | Nättraby 57:1 (Steinsetzung / L1979:3770) bitte Beschreibung ergänzen | Weitere Bilder |
| 10100800570002 | (Karte) | Nättraby 57:2         | Nättraby 57:2 (Grabstein / L1979:3662) bitte Beschreibung ergänzen | Weitere Bilder |
| 10100800580001 | (Karte) | Nättraby 58:1         | Nättraby 58:1 (Steinsetzung / L1979:3194) bitte Beschreibung ergänzen | Weitere Bilder |
| 10100800590001 | (Karte) | Nättraby 59:1         | Nättraby 59:1 (Steinsetzung / L1979:3195) bitte Beschreibung ergänzen | Weitere Bilder |
| 10100800610001 | (Karte) | Nättraby 61:1         | Nättraby 61:1 (Steinsetzung / L1979:3796) bitte Beschreibung ergänzen | Weitere Bilder |
| 10100800630001 | (Karte) | Nättraby 63:1         | Nättraby 63:1 (Steinhügelgrab / L1979:3316) bitte Beschreibung ergänzen | Weitere Bilder |
| 10100800640001 | (Karte) | Nättraby 64:1         | Nättraby 64:1 (Steinhügelgrab / L1979:3317) bitte Beschreibung ergänzen | Weitere Bilder |
| 10100800650001 | (Karte) | Nättraby 65:1         | Nättraby 65:1 (Gräberfeld / L1979:3318) bitte Beschreibung ergänzen | Weitere Bilder |
| 10100800660001 | (Karte) | Nättraby 66:1         | Nättraby 66:1 (Steinsetzung / L1979:3442) bitte Beschreibung ergänzen | Weitere Bilder |
| 10100800670002 | (Karte) | Nättraby 67:2         | Nättraby 67:2 (Steinsetzung / L1979:3443) bitte Beschreibung ergänzen | Weitere Bilder |
| 10100800680001 | (Karte) | Nättraby 68:1         | Nättraby 68:1 (Gräberfeld / L1979:3129) bitte Beschreibung ergänzen | Weitere Bilder |
| 10100800700001 | (Karte) | Nättraby 70:1         | Nättraby 70:1 (Steinsetzung / L1979:3714) bitte Beschreibung ergänzen | Weitere Bilder |
| 10100800710001 | (Karte) | Nättraby 71:1         | Nättraby 71:1 (Steinhügelgrab / L1979:3715) rundes (ca. 14 m Durchmesser, mit etwa 1,6 m Höhe) Steinhügelgrab am südlichen Kamm auf einem langgestreckten Hügel Ekebacken (etwa 1 km nördlich von Nättraby) mit mehreren archäologischen Funden, wie Steinsetzungen, Petroglyphen und weiteren Steinhügelgräbern, ca. 100 m südlich davon befindet sich das Steinhügelgrab Nättraby 75:1 (L1979:3463) | Weitere Bilder |
| 10100800720001 | (Karte) | Nättraby 72:1         | Nättraby 72:1 (Steinhügelgrab / L1979:3716) bitte Beschreibung ergänzen | Weitere Bilder |
| 10100800730001 | (Karte) | Nättraby 73:1         | Nättraby 73:1 (Steinsetzung / L1979:3342) bitte Beschreibung ergänzen | Weitere Bilder |
| 10100800730002 | (Karte) | Nättraby 73:2         | Nättraby 73:2 (Steinhügelgrab / L1979:3377) bitte Beschreibung ergänzen | Weitere Bilder |
| 10100800740001 | (Karte) | Nättraby 74:1         | Nättraby 74:1 (Steinhügelgrab / L1979:3850) bitte Beschreibung ergänzen | Weitere Bilder |
| 10100800740002 | (Karte) | Nättraby 74:2         | Nättraby 74:2 (Steinsetzung / L1979:3851) bitte Beschreibung ergänzen | Weitere Bilder |
| 10100800740003 | (Karte) | Nättraby 74:3         | Nättraby 74:3 (Steinsetzung / L1979:3849) bitte Beschreibung ergänzen | Weitere Bilder |
| 10100800750001 | (Karte) | Nättraby 75:1         | Nättraby 75:1 (Steinhügelgrab / L1979:3463) rundes (ca. 22 m Durchmesser, mit etwa 3 m Höhe) Steinhügelgrab; Kuppe stark abgetragen und mittig unterbrochen, befindet sich etwa 500 m nördlich von Nättraby am Südende eines langgestreckten Hügels Ekebacken mit mehreren archäologischen Funden, wie Steinsetzungen, Petroglyphen und weiter Hügelgräbern, z.B. etwa 100 m südlich vom Steinhügelgrab Nättraby 71:1 (L1979:3715) | Weitere Bilder |
| 10100800780001 | (Karte) | Nättraby 78:1         | Nättraby 78:1 (Steinsetzung / L1979:3976) bitte Beschreibung ergänzen | Weitere Bilder |
| 10100800790001 | (Karte) | Nättraby 79:1         | Nättraby 79:1 (Steinsetzung / L1979:3977) bitte Beschreibung ergänzen | Weitere Bilder |
| 10100800800001 | (Karte) | Nättraby 80:1         | Nättraby 80:1 (Steinhügelgrab / L1979:3592) bitte Beschreibung ergänzen | Weitere Bilder |
| 10100800810001 | (Karte) | Nättraby 81:1         | Nättraby 81:1 (Steinsetzung / L1979:3647) bitte Beschreibung ergänzen | Weitere Bilder |
| 10100800820001 | (Karte) | Nättraby 82:1         | Nättraby 82:1 (Steinsetzung / L1979:3068) bitte Beschreibung ergänzen | Weitere Bilder |
| 10100800820002 | (Karte) | Nättraby 82:2         | Nättraby 82:2 (Steinsetzung / L1979:3069) bitte Beschreibung ergänzen | Weitere Bilder |
| 10100800830001 | (Karte) | Nättraby 83:1         | Nättraby 83:1 (Steinhügelgrab / L1979:3070) rundes (etwa 3 m hohes) Steinhügelgrab (auch als schwedisch Stora rör bekannt) mit einem Durchmesser von 28 m aus bis zu 0,8 m großen Steinen am westlichen Rand des Naturschutzgebiet Skärva ca. 1 km östlich Nättraby | Weitere Bilder |
| 10100800840001 | (Karte) | Nättraby 84:1         | Nättraby 84:1 (Steinsetzung / L1979:3731) bitte Beschreibung ergänzen | Weitere Bilder |
| 10100800850001 | (Karte) | Nättraby 85:1         | Nättraby 85:1 (Steinsetzung / L1979:3775) bitte Beschreibung ergänzen | Weitere Bilder |
| 10100800860001 | (Karte) | Nättraby 86:1         | Nättraby 86:1 (Steinsetzung / L1979:3198) bitte Beschreibung ergänzen | Weitere Bilder |
| 10100800860002 | (Karte) | Nättraby 86:2         | Nättraby 86:2 (Steinsetzung / L1979:3199) bitte Beschreibung ergänzen | Weitere Bilder |
| 10100800880001 | (Karte) | Nättraby 88:1         | Nättraby 88:1 (Brücke / L1979:3910) historische Steinbrücke (wahrscheinlich frühes 19. Jh.) mit 2 Bögen (ca. 27 m lang und 5,5 m breit); im Norden von Nättraby über den Nättrabyån, etwa 50 m südlich befinden sich die Überreste der ehemaligen Mühle Nättraby 257 (L1978:9466) | Weitere Bilder |
| 10100800900001 | (Karte) | Nättraby 90:1         | Nättraby 90:1 (Steinsetzung / L1979:3325) bitte Beschreibung ergänzen | Weitere Bilder |
| 10100800910001 | (Karte) | Nättraby 91:1         | Nättraby 91:1 (Steinsetzung / L1979:4037) bitte Beschreibung ergänzen | Weitere Bilder |
| 10100800910002 | (Karte) | Nättraby 91:2         | Nättraby 91:2 (Steinsetzung / L1979:3446) bitte Beschreibung ergänzen | Weitere Bilder |
| 10100800910003 | (Karte) | Nättraby 91:3         | Nättraby 91:3 (Steinsetzung / L1979:3993) bitte Beschreibung ergänzen | Weitere Bilder |
| 10100800950001 | (Karte) | Nättraby 95:1         | Nättraby 95:1 (Steinsetzung / L1979:3077) bitte Beschreibung ergänzen | Weitere Bilder |
| 10100800960001 | (Karte) | Nättraby 96:1         | Nättraby 96:1 (Steinsetzung / L1979:3516) bitte Beschreibung ergänzen | Weitere Bilder |
| 10100800970001 | (Karte) | Nättraby 97:1         | Nättraby 97:1 (Steinsetzung / L1979:3517) bitte Beschreibung ergänzen | Weitere Bilder |
| 10100800980001 | (Karte) | Nättraby 98:1         | Nättraby 98:1 (Steinsetzung / L1979:3518) bitte Beschreibung ergänzen | Weitere Bilder |
| 10100800990001 | (Karte) | Nättraby 99:1         | Nättraby 99:1 (Petroglyphe / L1979:3166) bitte Beschreibung ergänzen | Weitere Bilder |
| 10100801000001 | (Karte) | Nättraby 100:1        | Nättraby 100:1 (Petroglyphe / L1979:3661) bitte Beschreibung ergänzen | Weitere Bilder |
| 10100801030001 | (Karte) | Nättraby 103:1        | Nättraby 103:1 (Steinsetzung / L1979:3793) bitte Beschreibung ergänzen | Weitere Bilder |
| 10100801090002 | (Karte) | Nättraby 109:2        | Nättraby 109:2 (Steinkreis / L1979:3376) bitte Beschreibung ergänzen | Weitere Bilder |
| 12000000100152 | (Karte) | Nättraby 122          | Nättraby 122 (Petroglyphe / L1978:3824) bitte Beschreibung ergänzen | Weitere Bilder |
| 12000000100159 | (Karte) | Nättraby 123          | Nättraby 123 (Petroglyphe / L1978:4525) bitte Beschreibung ergänzen | Weitere Bilder |
| 12000000100175 | (Karte) | Nättraby 124          | Nättraby 124 (Petroglyphe / L1978:4290) bitte Beschreibung ergänzen | Weitere Bilder |
| 12000000100187 | (Karte) | Nättraby 125          | Nättraby 125 (Petroglyphe / L1978:4291) bitte Beschreibung ergänzen | Weitere Bilder |
| 12000000100189 | (Karte) | Nättraby 126          | Nättraby 126 (Petroglyphe / L1978:4371) bitte Beschreibung ergänzen | Weitere Bilder |
| 12000000100191 | (Karte) | Nättraby 127          | Nättraby 127 (Petroglyphe / L1978:4372) bitte Beschreibung ergänzen | Weitere Bilder |
| 12000000100194 | (Karte) | Nättraby 128          | Nättraby 128 (Petroglyphe / L1978:4374) bitte Beschreibung ergänzen | Weitere Bilder |
| 12000000100196 | (Karte) | Nättraby 129          | Nättraby 129 (Petroglyphe / L1978:4085) bitte Beschreibung ergänzen | Weitere Bilder |
| 12000000100198 | (Karte) | Nättraby 130          | Nättraby 130 (Petroglyphe / L1978:4086) bitte Beschreibung ergänzen | Weitere Bilder |
| 12000000100200 | (Karte) | Nättraby 131          | Nättraby 131 (Petroglyphe / L1978:3174) bitte Beschreibung ergänzen | Weitere Bilder |
| 12000000100202 | (Karte) | Nättraby 132          | Nättraby 132 (Petroglyphe / L1978:3611) bitte Beschreibung ergänzen | Weitere Bilder |
| 12000000100204 | (Karte) | Nättraby 133          | Nättraby 133 (Petroglyphe / L1978:3612) bitte Beschreibung ergänzen | Weitere Bilder |
| 12000000100206 | (Karte) | Nättraby 134          | Nättraby 134 (Petroglyphe / L1978:4411) bitte Beschreibung ergänzen | Weitere Bilder |
| 12000000100208 | (Karte) | Nättraby 135          | Nättraby 135 (Petroglyphe / L1978:4412) Felsritzung auf einem Steinblock (ca. 2,1 x 1,1 m Größe) im östlichen Teil des Gräberfeld Nättraby 33:1 (L1979:3570) | Weitere Bilder |
| 12000000100210 | (Karte) | Nättraby 136          | Nättraby 136 (Petroglyphe / L1978:4586) bitte Beschreibung ergänzen | Weitere Bilder |
| 12000000100212 | (Karte) | Nättraby 137          | Nättraby 137 (Petroglyphe / L1978:3184) bitte Beschreibung ergänzen | Weitere Bilder |
| 12000000100214 | (Karte) | Nättraby 138          | Nättraby 138 (Petroglyphe / L1978:3185) bitte Beschreibung ergänzen | Weitere Bilder |
| 12000000100216 | (Karte) | Nättraby 139          | Nättraby 139 (Petroglyphe / L1978:2986) bitte Beschreibung ergänzen | Weitere Bilder |
| 12000000100218 | (Karte) | Nättraby 140          | Nättraby 140 (Petroglyphe / L1978:2987) bitte Beschreibung ergänzen | Weitere Bilder |
| 12000000100220 | (Karte) | Nättraby 141          | Nättraby 141 (Petroglyphe / L1978:2989) bitte Beschreibung ergänzen | Weitere Bilder |
| 12000000100222 | (Karte) | Nättraby 142          | Nättraby 142 (Petroglyphe / L1978:4025) bitte Beschreibung ergänzen | Weitere Bilder |
| 12000000100224 | (Karte) | Nättraby 143          | Nättraby 143 (Petroglyphe / L1978:4026) bitte Beschreibung ergänzen | Weitere Bilder |
| 12000000100226 | (Karte) | Nättraby 144          | Nättraby 144 (Petroglyphe / L1978:3723) bitte Beschreibung ergänzen | Weitere Bilder |
| 12000000100228 | (Karte) | Nättraby 145          | Nättraby 145 (Petroglyphe / L1978:3724) bitte Beschreibung ergänzen | Weitere Bilder |
| 12000000100230 | (Karte) | Nättraby 146          | Nättraby 146 (Petroglyphe / L1978:3529) bitte Beschreibung ergänzen | Weitere Bilder |
| 12000000100520 | (Karte) | Nättraby 148          | Nättraby 148 (Petroglyphe / L1978:4455) bitte Beschreibung ergänzen | Weitere Bilder |
| 12000000119896 | (Karte) | Nättraby 152          | Nättraby 152 (Steinsetzung / L1978:7231) bitte Beschreibung ergänzen | Weitere Bilder |
| 12000000119897 | (Karte) | Nättraby 153          | Nättraby 153 (Petroglyphe / L1978:7251) bitte Beschreibung ergänzen | Weitere Bilder |
| 12000000119899 | (Karte) | Nättraby 154          | Nättraby 154 (Steinsetzung / L1978:7252) bitte Beschreibung ergänzen | Weitere Bilder |
| 12000000119901 | (Karte) | Nättraby 155          | Nättraby 155 (Steinhügelgrab / L1978:7254) bitte Beschreibung ergänzen | Weitere Bilder |
| 12000000119902 | (Karte) | Nättraby 156          | Nättraby 156 (Steinhügelgrab / L1978:6804) bitte Beschreibung ergänzen | Weitere Bilder |
| 12000000119903 | (Karte) | Nättraby 157          | Nättraby 157 (Steinsetzung / L1978:6805) bitte Beschreibung ergänzen | Weitere Bilder |
| 12000000119906 | (Karte) | Nättraby 160          | Nättraby 160 (Steinsetzung / L1978:6808) bitte Beschreibung ergänzen | Weitere Bilder |
| 12000000119908 | (Karte) | Nättraby 162          | Nättraby 162 (Steinsetzung / L1978:6847) bitte Beschreibung ergänzen | Weitere Bilder |
| 12000000119910 | (Karte) | Nättraby 164          | Nättraby 164 (Steinhügelgrab / L1978:6849) bitte Beschreibung ergänzen | Weitere Bilder |
| 12000000119912 | (Karte) | Nättraby 165          | Nättraby 165 (Steinsetzung / L1978:6889) bitte Beschreibung ergänzen | Weitere Bilder |
| 12000000133374 | (Karte) | Nättraby 166          | Nättraby 166 (Steinsetzung / L1978:8657) bitte Beschreibung ergänzen | Weitere Bilder |
| 12000000133637 | (Karte) | Nättraby 167          | Nättraby 167 (Petroglyphe / L1978:8512) bitte Beschreibung ergänzen | Weitere Bilder |
| 12000000133639 | (Karte) | Nättraby 168          | Nättraby 168 (Petroglyphe / L1978:8405) bitte Beschreibung ergänzen | Weitere Bilder |
| 12000000133641 | (Karte) | Nättraby 169          | Nättraby 169 (Petroglyphe / L1978:8406) bitte Beschreibung ergänzen | Weitere Bilder |
| 12000000133643 | (Karte) | Nättraby 170          | Nättraby 170 (Petroglyphe / L1978:8669) bitte Beschreibung ergänzen | Weitere Bilder |
| 12000000133645 | (Karte) | Nättraby 171          | Nättraby 171 (Petroglyphe / L1978:8670) bitte Beschreibung ergänzen | Weitere Bilder |
| 12000000133678 | (Karte) | Nättraby 172          | Nättraby 172 (Petroglyphe / L1978:8516) bitte Beschreibung ergänzen | Weitere Bilder |
| 12000000133680 | (Karte) | Nättraby 173          | Nättraby 173 (Petroglyphe / L1978:8517) bitte Beschreibung ergänzen | Weitere Bilder |
| 12000000133682 | (Karte) | Nättraby 174          | Nättraby 174 (Petroglyphe / L1978:8412) bitte Beschreibung ergänzen | Weitere Bilder |
| 12000000133684 | (Karte) | Nättraby 175          | Nättraby 175 (Petroglyphe / L1978:8413) bitte Beschreibung ergänzen | Weitere Bilder |
| 12000000133686 | (Karte) | Nättraby 176          | Nättraby 176 (Petroglyphe / L1978:8414) bitte Beschreibung ergänzen | Weitere Bilder |
| 12000000133688 | (Karte) | Nättraby 177          | Nättraby 177 (Petroglyphe / L1978:8332) bitte Beschreibung ergänzen | Weitere Bilder |
| 12000000133690 | (Karte) | Nättraby 178          | Nättraby 178 (Petroglyphe / L1978:8333) bitte Beschreibung ergänzen | Weitere Bilder |
| 12000000133692 | (Karte) | Nättraby 179          | Nättraby 179 (Petroglyphe / L1978:8714) bitte Beschreibung ergänzen | Weitere Bilder |
| 12000000133720 | (Karte) | Nättraby 180          | Nättraby 180 (Steinsetzung / L1978:8361) bitte Beschreibung ergänzen | Weitere Bilder |
| 12000000133721 | (Karte) | Nättraby 181          | Nättraby 181 (Steinsetzung / L1978:8362) bitte Beschreibung ergänzen | Weitere Bilder |
| 12000000133722 | (Karte) | Nättraby 182          | Nättraby 182 (Steinsetzung / L1978:8386) bitte Beschreibung ergänzen | Weitere Bilder |
| 12000000133723 | (Karte) | Nättraby 183          | Nättraby 183 (Gräberfeld / L1978:8709) bitte Beschreibung ergänzen | Weitere Bilder |
| 12000000133725 | (Karte) | Nättraby 184          | Nättraby 184 (Steinsetzung / L1978:8711) bitte Beschreibung ergänzen | Weitere Bilder |
| 12000000133908 | (Karte) | Nättraby 185          | Nättraby 185 (Steinsetzung / L1978:8403) bitte Beschreibung ergänzen | Weitere Bilder |
| 12000000133909 | (Karte) | Nättraby 186          | Nättraby 186 (Steinsetzung / L1978:8404) bitte Beschreibung ergänzen | Weitere Bilder |
| 12000000133912 | (Karte) | Nättraby 189          | Nättraby 189 (Steinsetzung / L1978:8665) bitte Beschreibung ergänzen | Weitere Bilder |
| 12000000133914 | (Karte) | Nättraby 191          | Nättraby 191 (Steinsetzung / L1978:8667) bitte Beschreibung ergänzen | Weitere Bilder |
| 12000000133938 | (Karte) | Nättraby 193          | Nättraby 193 (Petroglyphe / L1978:8712) bitte Beschreibung ergänzen | Weitere Bilder |
| 12000000133940 | (Karte) | Nättraby 194          | Nättraby 194 (Petroglyphe / L1978:8713) bitte Beschreibung ergänzen | Weitere Bilder |
| 12000000133942 | (Karte) | Nättraby 195          | Nättraby 195 (Petroglyphe / L1978:8514) bitte Beschreibung ergänzen | Weitere Bilder |
| 12000000133944 | (Karte) | Nättraby 196          | Nättraby 196 (Petroglyphe / L1978:8515) bitte Beschreibung ergänzen | Weitere Bilder |
| 12000000133946 | (Karte) | Nättraby 197          | Nättraby 197 (Steinsetzung / L1978:8407) bitte Beschreibung ergänzen | Weitere Bilder |
| 12000000133947 | (Karte) | Nättraby 198          | Nättraby 198 (Steinsetzung / L1978:8408) bitte Beschreibung ergänzen | Weitere Bilder |
| 12000000133966 | (Karte) | Nättraby 199          | Nättraby 199 (Petroglyphe / L1978:8671) bitte Beschreibung ergänzen | Weitere Bilder |
| 12000000133968 | (Karte) | Nättraby 200          | Nättraby 200 (Steinsetzung / L1978:8598) bitte Beschreibung ergänzen | Weitere Bilder |
| 12000000133969 | (Karte) | Nättraby 201          | Nättraby 201 (Steinsetzung / L1978:8599) bitte Beschreibung ergänzen | Weitere Bilder |
| 12000000133970 | (Karte) | Nättraby 202          | Nättraby 202 (Grabstein / L1978:8600) bitte Beschreibung ergänzen | Weitere Bilder |
| 12000000133971 | (Karte) | Nättraby 203          | Nättraby 203 (Steinsetzung / L1978:8601) bitte Beschreibung ergänzen | Weitere Bilder |
| 12000000135893 | (Karte) | Nättraby 209          | Nättraby 209 (Steinsetzung / L1978:8426) runde (ca. 5 m Durchmesser, ca. 0,4 m Höhe) Steinsetzung tw. überlagert gefüllt mit Steinen, am südlichen Rand mit einem etwa 1 m hohen Erdhügel, ca. 2 km östlich von Nättraby und ca. 50 m westlich vom Steinhügelgrab Nättraby 10:1 (L1979:3081) | Weitere Bilder |
| 12000000139875 | (Karte) | Nättraby 230          | Nättraby 230 (Fossilienfeld / L1978:8087) größeres Fossilienfeld (ca. 290 x 200 m), auf welchen sich ca. 40 Funde (Grabhügel, Steinsetzungen und Steinhügelgräber) mit einem Durchmesser von 3 - 6 m und zahlreiche Einzeldenkmale befinden. Das Gebiet befindet sich ca. 3 km nordwestlich Nättraby nördlich und um den ehemaligen Hof „Buatorp“ Nättraby 233 (L1978:7752) herum und beinhaltet auch ca. tw. 25 viereckige Gruben. | Weitere Bilder |
| 12000000139878 | (Karte) | Nättraby 233          | Nättraby 233 (Hofgrundstück / L1978:7752) ehemaliges Hofgrundstück „Buatorp“ eines Bauernguts (ca. 70 x 50 m) mit Fundamentresten eines Wohnhauses, eines Nebengebäudes und eines Brunnen ca. 3 km nordwestlich Nättraby. Wird vom Fossilienfeld Nättraby 230 (L1978:8087) umschlossen, auf welchen sich zahlreiche Einzeldenkmale befinden, ist 1771 und 1826 im Grundbuch erwähnt, allerdings 1870 nicht mehr verzeichnet. | Weitere Bilder |
| 12000000193348 | (Karte) | Nättraby 257          | Nättraby 257 (Mühle / L1978:9466) Überreste einer ehemaligen Mühle am Flusslauf des Nättrabyån im Norden von Nättraby; bestehend aus ca. 60 m langen steinernen Böschungsmauern beidseitig des Flusses und einer noch erkennbaren Mühlenradgrube; sehr unzugänglich durch steil abfallendes Flussufer; etwa 50 m nördlich befindet sich die Brücke Nättraby 88:1 (L1979:3910) | Weitere Bilder |